# Wastegate

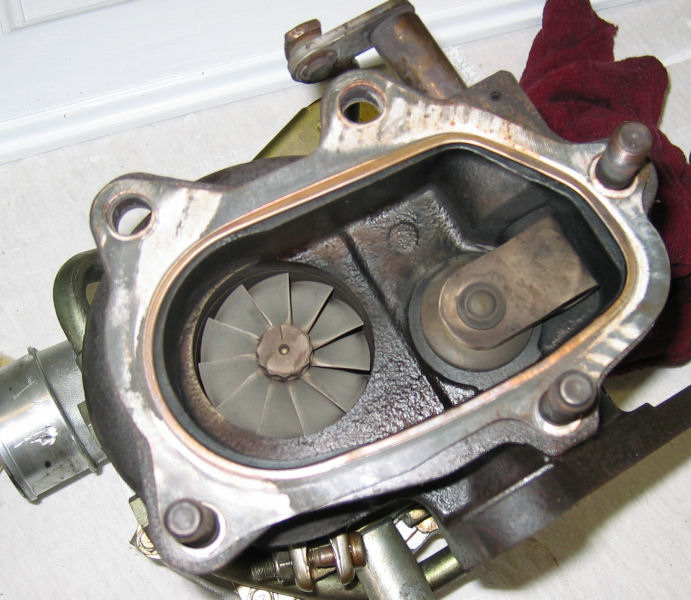
En intern wastegate i ett IHI VF39 turboaggregat.

Wastegate är en ventil som begränsar ett turboaggregats laddtryck. En biltillverkare som vidareutvecklade denna var Saab, med sina turbomodeller.
Den första bilmodellen med en wastegate-ventil av denna modell var Saab 99 Turbo, lanserad 1978.

## Teknik och funktion
En wastegate fungerar genom att vid ett visst tryck släppa igenom en del av avgaserna förbi turboaggregatets turbin. Det leder till att trycket på turbinen avlastas vilket i sin tur leder till att turbons laddtryck ej överskrider önskade värden. 
När laddtrycket når det förutbestämda värdet öppnas en ventil med hjälp av en tryckklocka (intern wastegate) eller en kolv (extern wastegate). Intern är vanligast och sitter inbyggd i turbons turbinhus, medan en extern sitter monterad på grenröret.

## Övrigt
Wastegate förväxlas ofta med så kallad dumpventil, avlastningsventil, bypass valve eller blow off valve. En dumpventil har dock en helt annan funktion än en wastegate.